# Lijst van voetbalinterlands Albanië - Tsjecho-Slowakije
Deze lijst van voetbalinterlands is een overzicht van alle officiële voetbalwedstrijden tussen de nationale teams van Albanië en Tsjecho-Slowakije. De landen hebben vijf keer tegen elkaar gespeeld. De eerste ontmoeting was een vriendschappelijke wedstrijd in Praag op 17 september 1950. Het laatste duel, een kwalificatiewedstrijd voor het Europees kampioenschap voetbal 1992, vond plaats op 16 oktober 1991 in Olomouc.

## Wedstrijden
| № | Plaats  | Datum             | Competitie           | Wedstrijd                   | Uitslag |
| - | ------- | ----------------- | -------------------- | --------------------------- | ------- |
| 1 | Praag   | 17 september 1950 | Vriendschappelijk    | Tsjecho-Slowakije − Albanië | 3 − 0   |
| 2 | Tirana  | 29 november 1952  | Vriendschappelijk    | Albanië − Tsjecho-Slowakije | 3 − 2   |
| 3 | Tirana  | 17 december 1952  | Vriendschappelijk    | Albanië − Tsjecho-Slowakije | 2 − 1   |
| 4 | Tirana  | 1 mei 1991        | EK 1992 kwalificatie | Albanië − Tsjecho-Slowakije | 0 − 2   |
| 5 | Olomouc | 16 oktober 1991   | EK 1992 kwalificatie | Tsjecho-Slowakije − Albanië | 2 − 1   |

## Samenvatting
| Competitie        | Totaal gespeeld | Winst Albanië | Gelijk | Winst Tsjecho-Slowakije | Doelsaldo Albanië – Tsjecho-Slowakije |
| ----------------- | --------------- | ------------- | ------ | ----------------------- | ------------------------------------- |
| EK-kwalificatie   | 2               | 0             | 0      | 2                       | 1 − 4                                 |
| Vriendschappelijk | 3               | 2             | 0      | 1                       | 5 − 6                                 |
| Totaal            | 5               | 2             | 0      | 3                       | 6 − 10                                |

Wedstrijden bepaald door strafschoppen worden, in lijn met de FIFA, als een gelijkspel gerekend.